# Bromelina zuniala
Bromelina zuniala là một loài nhện trong họ Anyphaenidae.
Loài này thuộc chi Bromelina. Bromelina zuniala được Antonio D. Brescovit miêu tả năm 1993.